# Michel Trebitsch
Michel Trebitsch, né le 3 avril 1948 à Neuilly-sur-Seine et mort le 9 mars 2004 à Paris est un historien français, spécialiste d'histoire des intellectuels et connu pour ses activités à l'Institut d'histoire du temps présent (IHTP) / CNRS.

## Biographie
Agrégé d'histoire, Michel Trebitsch fut d'abord professeur dans l'enseignement secondaire.
Sa connaissance approfondie de l'œuvre d'Henri Lefebvre lui a permis d'entrer au CNRS, où il a été « chargé de recherche à l’Institut d’histoire du temps présent (CNRS) de 1988 à 2004, jusqu’à sa mort ».
Il a été « une des chevilles ouvrières des rencontres franco-allemandes entre l’IHTP et le DAAD » et s’est intéressé aux « relations culturelles internationales, en particulier celle des réseaux intellectuels européens, dans une perspective d’histoire comparée »: il a dirigé avec Nicole Racine le « Groupe de recherche sur l’histoire des intellectuels (GRHI-IHTP) qui a pris la suite du Groupe de travail sur l’histoire des intellectuels fondé en 1986 par Jean-François Sirinelli ».

## Michel Trebitsch et Henri Lefebvre
Les nombreux travaux de Michel Trebitsch répertoriés à L'Institut d'Histoire du temps présent vont dans le sens d'une reconnaissance plus juste de l'œuvre et de la pensée de Henri Lefebvre selon le contexte idéologique des époques considérées. M. Trebitsch écrit en effet sur Henri Lefebvre : « Trop communiste pour être philosophe, trop philosophe pour être communiste, Lefebvre n'a sans doute pas su se construire un profil de carrière susceptible de le faire reconnaître pleinement par l'une ou l'autre des institutions, de se muer en académicien de la conscience comme Sartre ou Aron, ou en apparatchik politique comme Aragon. Cela est bien connu lorsqu'il s'agit de l'histoire de ses rapports avec le parti communiste. ». 

## La démarche comparatiste
À la mort de l'historien en 2004, le quotidien Libération met l'accent sur sa « démarche comparatiste » et rappelle l'ouvrage paru en 1998 Pour une histoire comparée des intellectuels, que Michel Trebitsch a codirigé avec M.-C. Granjon. 

### Pour une histoire comparée des intellectuels
Dans cet ouvrage collectif, Trebitsch  dit de la démarche comparatiste qu'elle « s'efforce d'élucider les vraies différences et les convergences réelles, par-delà l'ethnocentrisme plus ou moins inconscient du questionnement », et au travers même des « phénomènes d'acculturation ». L'ouvrage est issu du « séminaire de l'IHTP organisé depuis 1992 par Nicole Racine et Michel Trebitsch sur l'intellectuel dans le monde ».
Contributions des auteurs:
- Michel Trebitsch, « Présentation »
- Marie-Christine Granjon, « Une enquête collective sur l'histoire comparée des intellectuels: synthèse et perspectives ».
- Christophe Charle, « L'histoire comparée des intellectuels en Europe. Quelques points de méthode et propositions de recherche ».
- Michel Trebitsch, « L'histoire comparée des intellectuels comme histoire expérimentale ».
- Hans Manfred Bock, « Histoire et historiographie des intellectuels en Allemagne ».
- Yvan Lamonde, « L'affaire Dreyfus et les conditions d'émergence de l'intellectuel vues des Amériques ».
- Michael Löwy, « Les intellectuels juifs ».
- Max-Jean Zins, « L'intellectuel occidentalisé indien: de l'intellectuel syncrétique à l'intellectuel organique ».

En fin d'ouvrage, l' « Orientation bibliographique  » signale que « la méthodologie de l'histoire comparée, assez vivace en Allemagne et aux États-Unis (où paraît depuis 1958 la revue Comparative Studies in Society and History [...]), reste timide en France malgré l'éveil récent de recherches comparatives, notamment en histoire sociale ».

## Publications

### Histoire comparée
Direction d'ouvrages (Choix des plus importants):
- Michel Trebitsch et Marie-Christine Granjon (dir.), Pour une histoire comparée des intellectuels, Bruxelles, Complexe, 1998, coll. « Histoire du temps présent ».
- Christian Delacroix, François Dosse, Patrick Garcia, Michel Trebitsch (dir.), Michel de Certeau, les chemins d’histoire, Bruxelles, Complexe, 2002, coll. « Histoire du temps présent ».
- Nicole Racine et Michel Trebitsch (dir.), Intellectuelles, du genre en histoire des intellectuels, Bruxelles, Complexe, 2004, coll. « Histoire du temps présent ».